# Ivan Konovalov
Ivan Andreevič Konovalov (in russo Иван Андреевич Коновалов?; Balašicha, 18 agosto 1994) è un calciatore russo, portiere svincolato.